# Ribeira Branca
Ribeira Branca est une freguesia portugaise située dans le District de Santarém.
Avec une superficie de 7,73 km2 et une population de 724 habitants (2001), la paroisse possède une densité de 93,7 hab/km2.